# No Reply at All
No Reply at All es una canción del grupo británico Genesis, lanzado en su álbum Abacab en 1981.

## Estructura
Esta canción, como el tema solista de Phil Collins "I Missed Again" (grabada alrededor en la misma época), hace uso prominente de una sección, hace uso prominente de una sección de vientos, compuesta por Tom Tom 84 (Thomas Washington, compositor de vientos de Earth, Wind and Fire) y tocada por los intérpretes de viento de la banda, acreditados en la canción como "EWF Horns". Esta canción marca un paso en dirección al pop rock que Genesis estaba tomando en la época, aunque todavía contiene elementos de su pasado: rasgueos de bajo melódicos, complejos, y una técnica de manos cruzadas en un Prophet-5, similar al estilo utilizado para la intro de "The Lamb Lies Down on Broadway".
La canción fue un fracaso con la crítica. Cuando Genesis tocó el tema en vivo en un concierto en Leiden, Países Bajos, el 3 de octubre de 1981, la banda fue abucheada. La falta de popularidad de la canción la llevó a ser excluida de Platinum Collection y el setlist de su gira en 2007.